# Färingar
Färingar (färöiska: føroyingar, danska: færinger) är en liten etnisk grupp i Norra Europa med nordiskt och keltiskt ursprung. Största delen av färingarna finns på Färöarna samt i Danmark och Norge. Färöiska är nära besläktat med isländska och ännu närmare den nu utdöda fornnordiskan. Man räknar med att det finns omkring 80 000–90 000 färingar i hela världen varav den största delen finns i Skandinavien.